# يوكو اسادا
يوكو اسادا (باليابانية: 浅田葉子؛ بالكانا: あさだ ようこ) هي مؤدية صوت يابانية، (ولدت في هيوغو في اليابان 1969  م).

## وصلات خارجية
- يوكو اسادا على موقع IMDb (الإنجليزية)
- يوكو اسادا على موقع ميوزك برينز (الإنجليزية)
- يوكو اسادا على موقع قاعدة بيانات الفيلم (الإنجليزية)
- يوكو اسادا على موقع كينوبويسك (الروسية)
- يوكو اسادا على موقع ANN person (الإنجليزية)